# Geneviève Laureau
Geneviève Laureau (née le 25 janvier 1941 à Orléans) est une athlète française, spécialiste du saut en hauteur.

## Palmarès
- 26 sélections en Équipe de France A
- En 1963, elle établit un nouveau record de France du saut en hauteur en franchissant 1,72 m.
- Médaillée de bronze aux Jeux de l'Amitié en 1963 à Dakar

Championnats de France Élite :
- - 1er et Championne de France en 1963 à Colombes.
- - 1er et Championne de France en 1965 à Colombes.
- - 1er et Championne de France en 1966 à Colombes.

## Records
| Épreuve          | Performance | Lieu | Date |
| ---------------- | ----------- | ---- | ---- |
| Saut en hauteur  | 1,75 m      |      | 1969 |
| Saut en longueur | 6,00 m      |      | 1968 |
| Pentathlon       | 4 175 pts   |      | 1968 |